# 雷德卡斯特勒嶺
72°26′S 169°57′E / 72.433°S 169.950°E
雷德卡斯特勒嶺（英語：Redcastle Ridge）是南極洲的山嶺，位於維多利亞地的博克格雷溫克海岸，從阿爾內布冰川延伸至埃迪斯托冰川終點，由新西蘭探險隊命名，現時由南極條約體系管理。